# En in kwade dagen
En in kwade dagen is het 112de stripverhaal van De Kiekeboes. De reeks wordt getekend door striptekenaar Merho. Het album verscheen in januari 2007.

## Verhaal
Carmella Van der Neffe wil scheiden van haar man, Leon Van der Neffe, omdat ze haar geluk heeft gevonden bij een andere man. Leon is totaal verrast wanneer hij thuiskomt en de hele inboedel, op een tafel, stoel en matras na, verdwenen is. Leon neemt een advocaat, meester Plasma, onder de arm. Uiteindelijk blijkt dat meester Plasma het nieuwe lief van Carmella is.
Ondertussen krijgt Fanny, tegen de zin van Alanis, een fotoshoot op de Malledieven toebedeeld. Alanis loopt boos weg, omdat zij gekomen was om zich kandidaat te stellen en niet Fanny. Als kers op de taart mag Fanny ook een heel speciale beha showen op een officieel defilé. De beha bestaat uit 3000 diamanten en heeft een waarde van 10 miljoen euro, maar een van de bewakers heeft het echter gemunt op die beha...

## Culturele verwijzingen
- De titel "En in kwade dagen..." verwijst naar de huwelijksbelofte: "Belooft gij uw man/vrouw bij te staan in goede dagen en in kwade dagen?"
- In dit album scheiden Leon en Carmella Van der Neffe nadat ze jaren getrouwd waren. Merho wilde hiermee scheiding in zijn stripreeks als thema aansnijden omdat het steeds vaker voorkomt in de moderne maatschappij.
- Meester Plasma is een woordspeling op plasma en de bekende Nederlandse advocaat Peter Plasman.
- De Malledieven is een woordspeling op de Malediven.
- Modeverslaggeefster Amelie Moeton is een cameo en woordspeling op schrijfster Amélie Nothomb en het Franse woord  "mouton" (=schaap).
- Jan Boel is een woordspeling op jamboel. Het uiterlijk van dit personage is dan weer gebaseerd op de Amerikaanse acteur Nicolas Cage.